# Xenia crispitentaculata
Xenia crispitentaculata is een zachte koraalsoort uit de familie Xeniidae. De koraalsoort komt uit het geslacht Xenia. Xenia crispitentaculata werd in 1977 voor het eerst wetenschappelijk beschreven door Verseveldt. 